# 道正邦彦
道正 邦彦（どうしょう くにひこ 1919年10月9日 - 2016年10月26日）は、日本の官僚。内閣官房副長官（事務担当）、労働事務次官。

## 来歴
東京府立一中、旧制静岡高校文科乙類を経て、1944年、東京帝大法学部政治学科卒業。1947年、厚生省に入省。労政局に配属。
労働省労働基準局監督課長、外務省出向（在ドイツ日本国大使館一等書記官）、労働省職業安定局失業保険課長、労働省大臣官房総務課長、労働省統計調査部長、労働省大臣官房長などを経て、1973年、労働省労政局長、1975年、労働事務次官となった。1976年、福田赳夫内閣では内閣官房副長官としてダッカ日航機ハイジャック事件、成田闘争の交渉にも関わった。
1979年以降、中央職業能力開発協会、雇用促進事業団理事長、財形住宅金融社長、会長（1988年）、1992年から2010年まで中高年齢者雇用福祉協会の理事、会長などを務めた。
1994年11月3日勲一等瑞宝章受章。
2010年2月、みんなの党、江田憲司議員の国会質問で90歳の元官僚が未だに公益法人の会長を務めていると取り上げられたことをきっかけとして引退した。
2016年10月26日、心不全により死去。享年96。叙従三位。